# ورزشگاه عبدالمنان بهوییان
ورزشگاه عبدالمنان بهوییان (به لاتین: Abdul Mannan Bhuiyan Stadium) یک ورزشگاه در بنگلادش است که در ناحیه نارسینگدی واقع شده‌است.